# Trương Văn Thiên
Lạc Phủ (chữ Hán: 洛甫; 1900 - 1976) tên thật Trương Văn Thiên (Tiếng Trung giản thể: 张闻天; Tiếng Trung phồn thể: 張聞天; bính âm: Zhang Wéntiān) là Tổng Bí thư thứ VI của Đảng Cộng sản Trung Quốc từ năm 1935 đến năm 1943.
Trương Văn Thiên sinh ngày 30 tháng 6 năm 1900 tại Giang Tô, từng học một năm tại Đại học ở California. Sau đó, gia nhập Đảng Cộng sản và đã được gửi đến học tại Đại học Tôn Trung Sơn Moscow từ 1926 đến 1930. Tại đây, ông cùng Vương Minh và Tần Bang Hiến, cùng với các nhân vật nổi tiếng khác trong sinh viên Trung Quốc như Vương Gia Tường và Dương Thượng Côn, thành lập một nhóm chính trị được gọi là 28 người Bolshevik. Họ tự cho mình là những người theo chủ nghĩa Marx chính thống.

## Tổng bí thư Đảng Cộng sản Trung Quốc
Trong cuộc Vạn lý Trường chinh, sau thảm bại ở Tương Giang, tại Đại hội Tuân Nghĩa, quyền lãnh đạo đảng và quân đội của Lý Đức và Bác Cổ bị chống đối một cách quyết liệt. Kết quả hội nghị là Trương Văn Thiên lên làm tổng bí thư, (tuy nhiên quyền hành thực tế nằm trong tay Mao Trạch Đông.) Năm 1951, ông được bổ nhiệm làm Đại sứ Trung Quốc tại Liên Xô, từ năm 1954 đến năm 1960, ông là thứ trưởng Bộ Ngoại giao của nước Cộng hòa nhân dân Trung Hoa.

## Trong Cách mạng Văn Hóa
Khi Mao tiến hành Đại nhảy vọt, Trương Văn Thiên là người dám chỉ trích Đại nhảy vọt và phong cách lãnh đạo của Mao Trạch Đông, ông quan điểm thà nói lên sự thật rồi chết còn hơn sống thảm hại như một vật vô tri, vô giác.
Tại hội nghị Lư Sơn, ngày 23/7/1959, Mao Trạch Đông triệu tập cuộc họp mở rộng Bộ Chính trị để lên án một số thành phần trong và ngoài đảng đang câu kết với nhau để công kích sự lãnh đạo của đảng. Sau đó, một quyết định nghiêm khắc của đảng đã được thông qua, theo đó Trương Văn Thiên, Bành Đức Hoài, Hoàng Khắc Thành, Châu Tiểu Châu bị quy là hữu khuynh.
Ngày 16/8/1959, Hội nghị ra nghị quyết nêu rõ: Cần đưa Bành Đức Hoài, Trương Văn Thiên, Hoàng Khắc Thành, Chu Tiểu Châu ra khỏi các cương vị công tác của họ trong Bộ Quốc phòng, Ngoại giao và tỉnh Hồ Nam, song vẫn giữ các chức vụ của họ trong Bộ Chính trị và Ban Chấp hành Trung ương. Năm 1969, Trương Văn Thiên bị Cách mạng Văn hóa quy là Bè lũ Chống Đảng và bị bắt đưa tới Vô Tích, Giang Tô. Ông chết trong tù vào ngày 01 Tháng Bảy 1976. Cho đến khi thời kỳ Đặng Tiểu Bình lãnh đạo Đảng ông mới được khôi phục danh dự.